# Eurocard Ladies German Open 2001
Eurocard Ladies German Open 2001 — жіночий тенісний турнір, що проходив на відкритих кортах з ґрунтовим покриттям Rot-Weiss Tennis Club у Берліні (Німеччина). Належав до турнірів 1-ї категорії в рамках Туру WTA 2001. Відбувсь утридцятьдруге і тривав з 7 до 13 травня 2001 року. Четверта сіяна Амелі Моресмо здобула титул в одиночному розряді.

## Фінальна частина

### Одиночний розряд
Амелі Моресмо —  Дженніфер Капріаті 6–4, 2–6, 6–3
- Для Моресмо це був 4-й титул за сезон і 7-й — за кар'єру.

### Парний розряд
Елс Калленс /  Меган Шонессі —  Кара Блек /  Олена Лиховцева 6–4, 6–3
- Для Калленс це був 1-й титул за рік і 5-й — за кар'єру. Для Шонессі це був 1-й титул за рік і 3-й — за кар'єру.

## Розподіл призових грошей
| Дисципліна       | П        | Ф       | ПФ      | ЧФ      | 1/8     | 1/16   | 1/32   |
| Одиночний розряд | $175,000 | $89,000 | $45,035 | $22,600 | $11,400 | $5,800 | $2,950 |